# Pizzo Farno
Pizzo Farno é uma montanha dos Alpes de Orobie, na província italiana de Bergamo, na região da Lombardia, com 2506 m de altitude . 

## Localização
Situada no território entre as comunas de Carona e Ardesio, Pizzo Farno eleva-se ao longo da serra que divide Val Brembana e Val Seriana do Monte Aviasco e Monte Corte. Delimita a bacia do Lago Colombo a norte, a bacia do Lago Gemelli a sudoeste, e o vale Sanguigno a sudeste.

## Imagens
| {{{caption}}}               |
| Pizzo Farno coberto de neve |

| {{{caption}}} |
| Vista Oeste   |

| {{{caption}}}     |
| Crucifixo no cume |